# 출세간의 과보의 마음
출세간의 과보의 마음(팔리어: lokuttara-vipākacittāni 로-꿋따라 위빠-까 찟따-니, 영어: supramundane resultant consciousnesses)은 특히 상좌부의 교학과 아비담마에서 사용하는 용어로, 욕계 · 색계 · 무색계 · 출세간의 총 89가지 마음 중 출세간에 속한 마음들로서, 해당 출세간의 유익한 마음 즉 도(道, 팔리어: magga 막가, 영어: path)의 마음에 의해 번뇌가 단멸되거나 영원히 조복된 후 무간으로 즉 바로 다음 찰나에 일어나는 다음의 총 4가지 과(果, 팔리어: phala 팔라, 영어: fruition)의 마음을 말한다.
- 예류과의 마음
- 일래과의 마음
- 불환과의 마음
- 아라한과의 마음

또는 이 4가지를 이들 4가지 마음이 일어나는 기반이 되는 선정에 따라 세분한, 즉, 초선 · 제2선 · 제3선 · 제4선 · 제5선의 5선 체계에 따라 세분한 20가지(4 × 5 = 20)를 말한다. 이 경우 욕계 · 색계 · 무색계 · 출세간의 총 121가지 마음 중 총 20가지 과의 마음이 있다.
도의 마음이 번뇌를 단멸하고 바로 다음 찰나에 과의 마음이 일어나서 그 증과를 향유한다. 즉, 번뇌의 속박에서 벗어난 해탈의 경지를 경험한다. 그 후 수행자는 증득한 과보에 대한 명상으로 그 과의 마음을 다시 일으킬 수 있다.
4과의 마음과 그것을 일으키는 4도의 마음에 의해 단멸 또는 조복되는 번뇌와 다음과 같다.
| 과의 마음       | 도의 마음       | 번뇌 그룹                | 번뇌                                                                                       | 단멸/조복 |
| --------------- | --------------- | ------------------------ | ------------------------------------------------------------------------------------------ | --------- |
| 예류과의 마음   | 예류도의 마음   | 초과3결(初果三結)        | 유신견결(有身見結) · 계금취결(戒禁取結) · 의결(疑結)                                       | 단멸      |
| 일래과의 마음   | 일래도의 마음   | 3종결(三種結) 즉 3불선근 | 애결(愛結) · 에결(恚結) · 무명결(無明) 즉 탐 · 진 · 치                                     | 조복      |
| 불환과의 마음   | 불환도의 마음   | 5하분결(五下分結)        | 유신견결(有身見結) · 계금취견결(戒禁取見結) · 의결(疑結) · 욕탐결(欲貪結) · 진에결(瞋恚結) | 단멸      |
| 아라한과의 마음 | 아라한도의 마음 | 5상분결(五上分結)        | 색탐결(色貪結) · 무색탐결(無色貪結) · 도거결(掉舉結) · 만결(慢結) · 무명결(無明結)         | 단멸      |

출세간의 과보의 마음은 다음의 분류 또는 체계에 속한다.
- 욕계 · 색계 · 무색계 · 출세간에 속한 총 89가지 마음 또는 총 121가지 마음
  - 욕계 마음 54가지
  - 색계 마음 15가지
  - 무색계 마음 12가지
  - 출세간의 마음 8가지 또는 40가지
    - 출세간의 유익한 마음 4가지 또는 20가지
    - 출세간의 과보의 마음 4가지 또는 20가지

- 욕계 · 색계 · 무색계 · 출세간에 속한 총 36가지 또는 52가지의 과보의 마음
  - 욕계 마음에 속한 해로운 과보의 마음 7가지 一 누적 7가지
  - 욕계 마음에 속한 원인 없는 유익한 과보의 마음 8가지 一 누적 15가지
  - 욕계 마음에 속한 욕계 과보의 마음 8가지 一 누적 23가지
  - 색계 마음에 속한 색계 과보의 마음 5가지 一 누적 28가지
  - 무색계 마음에 속한 무색계 과보의 마음 4가지 一 누적 32가지
  - 출세간의 마음에 속한 출세간의 과보의 마음 4가지 또는 20가지 一 누적 36가지 또는 52가지

## 같이 보기
- 4향4과
- 결 (불교)
- 3계
- 3유
- 25유
- 아름다운 마음
- 아름답지 않은 마음
- 유익한 마음
- 과보의 마음
- 작용만 하는 마음